# Branko Vujović
Branko Vujović, né le 20 avril 1998 à Nikšić, est un handballeur internationale Monténégrin évoluant au poste d'arrière droit au sein du club allemand TSV Hannover-Burgdorf.
Il a représenté le Monténégro lors du Championnat d'Europe 2020.
En 2024, Branko Vujovic quitte le TSV Hanovre-Berthoud pour rejoindre le Dinamo Bucuresti.